# Banqueting House

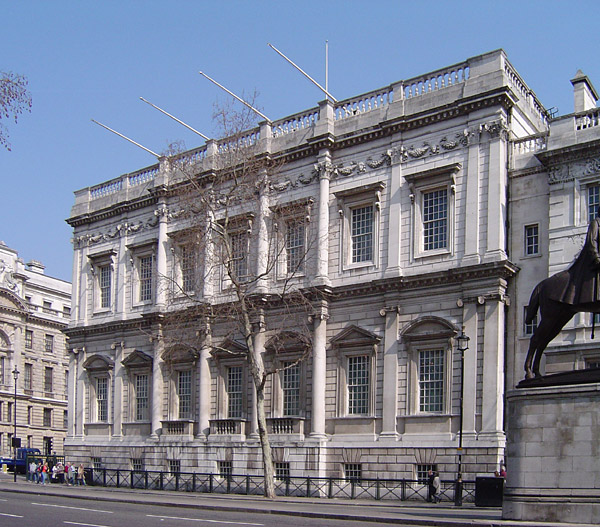
Banqueting House (1619-1622).

Banqueting House i Whitehall i London, som uppfördes 1619-1622, var den engelske arkitekten Inigo Jones mästerverk och har ett strikt palladianskt formspråk. Huset är den enda kvarvarande byggnadsdelen av det kungliga Whitehallpalatset, vars övriga delar förstördes i en brand 1698.
Huset är i likhet med Queen's House en dubbel kub, och dess stora sal, som har takpaneler målade av Rubens, upptar både piano nobile och övervåningen. Den strängt klassicistiska fasaden med joniska och korintiska halvkolonner och pilastrar har tre centrala nischer mellan kolonnerna. Festonger och maskaroner pryder den översta frisen, som symboler för de festligheter man associerar med denna bankettbyggnad.